# کرونیا دل کنده
کرونیا دل کنده (به اسپانیایی: Coruña del Conde) یک شهرستان در اسپانیا است که در Ribera del Duero واقع شده‌است.